# Welsh Not

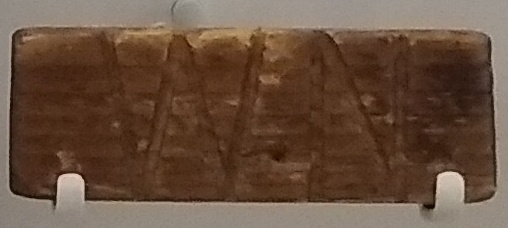
Un Welsh Not

El Welsh Not va ser un càstig que aplicaven algunes escoles gal·leses als segles XIX i xx als nens que parlaven gal·lès. Consistia a penjar al coll del nen una placa de fusta a la que hi deia "WN", el nen només se la podia treure si sentia que un altre deia alguna paraula en gal·lès, passant-li el penjoll. A la fi del dia el nen que el duia penjat rebia un càstig físic.
La seva finalitat era avergonyir els nens que parlaven gal·lès i dissuadir tothom de parlar aquesta llengua, d'acord amb la política lingüística de l'època a la Gran Bretanya, que considerava que s'havia de promocionar l'anglès i que les altres llengües del regne s'havien d'eliminar de l'escola.
Aquesta idea de nacionalisme que es permet càstigs i genocidis lingüístics amb el fi d'unificar la llengua de l'imperi, amb la idea d'una nació és igual a una sola llengua, no és pròpia només de la Gran Bretanya sinó també a altres països europeus, com per exemple a Espanya durant el franquisme o a França a partir de la figura de l'abat Gregori, que va estendre la vergonha, amb càstigs com el símbol que recorden al Welsh Not.